# Рей Стівенсон
Рей Стівенсон  (англ. Ray Stevenson 25 травня 1964, Лісберн, Північна Ірландія — 21 травня 2023, Лакко-Амено, Кампанія) — британський актор театру, кіно та телебачення, найвідоміший за роллю Тіта Пуллона у телесеріалі «Рим» (2006), а також за ролями у фільмах «Каратель: Територія війни» (2008) та «Ірландець» (2011).

## Дитинство
Рей Стівенсон народився 25 травня 1964 року в Лісберні, в графстві Антрім, Північної Ірландії. Він був другим з трьох синів батька – пілота Королівських повітряних сил і матері ірландки. З родиною переїхав до Лемінгтону (Ньюкасл-апон-Тайн), пізніше — в місто Крамлінгтон (Нортумберленд), де і провів усе своє дитинство.

## Кінокар'єра
Дебютував із роллю жиголо у фільмі «Теорія польоту» (1998) з Кеннетом Браною і Геленою Бонем Картер у головних ролях. У 2002 році Рей знявся в короткометражному фільмі «Нічия Земля», дія якого відбувається під час Першої світової війни, зобразивши досвідченого рядового.
У 2004 році Стівенсон зіграв разом з Клайвом Оуеном і Кірою Найтлі в «Королі Артурі». Він зобразив лицаря круглого столу Дагонета. Перша головна роль Рея Стівенсона — у шотландській картині жахів «Пекельний бункер» (2008). У тому ж році знявся в фільмі «Каратель: Територія війни» в ролі Френка Касла. 2010 року Рей зіграв головного антогоніста в комедії «Копи на підхваті», з Марком Волбергом і Віллом Феррелом у головних ролях.
У 2011 році з'явився у фільмі «Ірландець». Крім того, в тому ж році, він грав Портоса в екранізації роману Дюми «Мушкетери» та Вольстаґґа у фільмі КВМ «Тор». Актор повренувся до ролі Вольстаґґа у двох продовженнях фільму «Тор»: «Тор 2: Царство темряви» (2013) та «Тор: Раґнарок» (2017).
У 2014 році Стівенсон грав з Семюелем Л. Джексоном в фінсько-американському трилері «Велика гра». Також у 2014 році він знявся у фільмі «Дивергент», заснованому на одноіменному бестселері Вероніки Рот. Актор відтворив свою роль у продовженнях серії екранізацій, так другий фільм «Інсургент» вийшов у березні 2015 року, і завершальний фільм серії «Аллегіант» — в березні 2016 року.

## Телебачення
На телебаченні Рей Стівенсон стає відомим за роль Тіта Пуллона в телевізійному серіалі BBC/HBO «Рим». Стівенсон грає головного антогоніста Ісаака Сірка в сьомому сезоні «Декстера».

## Театр
У 2001 році він зіграв роль Роджера в п'єсі «Рот в рот» Кевіна Еліота разом з Ліндсі Дункан і Майклом Мелоні, в лондонському театрі Альбер. Його найвідоміша роль — кардинал у «Герцогиня Мальфі» Джона Вебстера. Ця п'єса ставилась у Королівському Національному Театрі в 2003 році.

## Особисте життя
1997 року Стівенсон одружився в Вестмінстері, Лондон, з акторкою Рут Геммелл, яку зустрів, коли вони разом знімалися у серіалі «Золота смуга» (1995). Пізніше вони зіграли ролі чоловіка і дружини у серіалі «Peak Practice» (1997). Пара розлучилася 2005 року. Пізніше перебував у фактичному шлюбі з італійкою Елізабеттою Караччі, антропологом, з якою почав зустрічатися під час знімання у серіалі «Рим». У пари народилися троє синів — Себастьян Дерек (24 грудня 2007), Леонардо Джордж (11 квітня 2011) та Лодовико (2013).

## Фільмографія

### Фільми
| Рік  |    | Українська назва          | Оригінальна назва                        | Роль                     |
| ---- | -- | ------------------------- | ---------------------------------------- | ------------------------ |
| 1998 | ф  | Теорія польоту            | The Theory of Flight                     | жиголо                   |
| 1999 | ф  | Час по Гринвічу           | G:MT – Greenwich Mean Time               | містер Харді             |
| 2002 | кф | Нічия земля               | No Man's Land                            | рядовий                  |
| 2004 | ф  | Король Артур              | King Arthur                              | Дагонет                  |
| 2008 | ф  | Пекельний бункер          | Outpost                                  | DC                       |
| 2008 | ф  | Каратель: Територія війни | Punisher: War Zone                       | Френк Кастл / Каратель   |
| 2009 | ф  | Історія одного вампіра    | Cirque du Freak: The Vampire's Assistant | Мурлог                   |
| 2010 | ф  | Книга Ілая                | The Book of Eli                          | Редрідж                  |
| 2010 | ф  | Копи на підхваті          | The Other Guys                           | Роджер Веслі             |
| 2011 | ф  | Ірландець                 | Kill the Irishman                        | Денні Грін               |
| 2011 | ф  | Тор                       | Thor                                     | Вольстаґґ                |
| 2011 | ф  | Три мушкетера             | The Three Musketeers                     | Портос                   |
| 2013 | ф  | G.I. Joe: Атака Кобри 2   | G.I. Joe: Retaliation                    | Файрфлай                 |
| 2013 | ф  | Машина Джейн Менсфілд     | Jayne Mansfield's Car                    | Філіп Бедфорд            |
| 2013 | ф  | Тор 2: Царство темряви    | Thor: The Dark World                     | Вольстаґґ                |
| 2014 | ф  | Дивергент                 | Divergent                                | Маркус Ітон              |
| 2014 | ф  | Велика гра                | Big Game                                 | Моріс                    |
| 2015 | ф  | Інсургент                 | The Divergent Series: Insurgent          | Маркус Ітон              |
| 2015 | ф  | Перевізник: Спадщина      | The Transporter Refueled                 | батько Френка            |
| 2016 | ф  | Аллегіант                 | The Divergent Series: Allegiant          | Маркус Ітон              |
| 2017 | ф  | Тор: Раґнарок             | Thor: Ragnarok                           | Вольстаґґ                |
| 2017 | ф  | Атлантида                 | Cold Skin                                | Грюнер                   |
| 2018 | ф  | Нещасний випадок          | Accident Man                             | Рей                      |
| 2018 | ф  | Остаточний рахунок        | Final Score                              | Аркадій Бєлов            |
| 2022 | ф  | RRR                       | RRR                                      | губернатор Скотт Бакстон |
| 2022 | ф  | Пам'ять                   | Memory                                   | детектив Денні Мора      |
| 2022 | ф  | Нещасний випадок 2        | Accident Man: Hitman's Holiday           | Рей                      |
| 2024 | ф  | Код «Чорна канарка»       | Canary Black                             | Начальник ЦРУ            |
| 2024 | ф  | 1242: Брама на захід      | 1242: Gateway to the West                | Цезар                    |

### Телебачення
| Рік       |    | Українська назва             | Оригінальна назва             | Роль                                    |
| --------- | -- | ---------------------------- | ----------------------------- | --------------------------------------- |
| 1994      | с  | Місце проживання             | A Dwelling Place              | Метью Вітвелл (3 епізоди)               |
| 1994      | тф | Повернення рідного           | The Return of the Native      | Клайм Йобрайт                           |
| 1995      | с  | Золота смуга                 | Band of Gold                  | Ларрі Берч (12 епізодів)                |
| 1995      | тф | Якесь життя                  | Some Kind of Life             | Стів                                    |
| 1996      | с  | Життя, як морський приплив   | The Tide of Life              | Ларрі Берч (3 епізоди)                  |
| 1998      | с  | Міський центр                | City Central                  | Тоні Бейнхем (32 епізоди)               |
| 2001      | с  | Вдома з Брейтвейтами         | At Home with the Braithwaites | Грем Брейтвейт (11 епізодів)            |
| 2003      | с  | Закон Мерфі                  | Murphy's Law                  | Роберт Іглан (епізод "Kiss and Tell")   |
| 2005—2007 | с  | Рим                          | The Rome                      | Тіт Пуллон (22 епізоди)                 |
| 2012      | с  | Декстер                      | Dexter                        | Ісаак Сірко (9 епізодів)                |
| 2016—2017 | с  | Чорні вітрила                | Black Sails                   | Едвард Тіч / Чорна Борода (11 епізодів) |
| 2016—2017 | мс | Зоряні війни: Повстанці      | Star Wars Rebels              | Гар Саксон (2 епізоди)                  |
| 2017      | с  | Яцвибв                       | Rellik                        | Едвард Бентон (6 епізодів)              |
| 2019      | с  | Рифбрейк                     | Reef Break                    | Джейк Еліот (13 епізодів)               |
| 2019      | с  | Медічі: Повелителі Флоренції | Medici                        | Фердинанд I (2 епізоди)                 |
| 2020      | с  | Іспанська принцеса           | The Spanish Princess          | Джеймс IV (2 епізоди)                   |
| 2020      | с  | Вікінги                      | Vikings                       | Оттар (11 епізодів)                     |
| 2020      | мс | Зоряні війни: Війни клонів   | Star Wars: The Clone Wars     | Гар Саксон (2 епізоди)                  |
| 2022      | с  | Підводний човен              | Das Boot                      | Джек Грінвуд (8 епізодів)               |
| 2023      | с  | Асока                        | Ahsoka                        | Бейлан Сколл (8 епізодів)               |